# Đỗ Nhĩ Hỗ
Đỗ Nhĩ Hỗ (giản thể: 杜尔祜; phồn thể: 杜爾祜; 24 tháng 10 năm 1615 – 1 tháng 5 năm 1655), Ái Tân Giác La, là một Tông thất của nhà Thanh trong lịch sử Trung Quốc.

## Cuộc đời
Đỗ Nhĩ Hỗ được sinh ra vào giờ Tuất, ngày 3 tháng 9 (âm lịch) năm Minh Vạn Lịch thứ 43 (1615), trong gia tộc Ái Tân Giác La. Ông là con trai cả của An Bình Bối lặc Đỗ Độ, mẹ ông là Đích Phu nhân Nạp Lạt thị. Theo vai vế, ông là tằng trưởng tôn của Thanh Thái Tổ Nỗ Nhĩ Cáp Xích.
Ban đầu, ông được sơ phong tước Phụ quốc công. Năm Sùng Đức thứ 7 (1642), ông theo Thanh Thái Tông Hoàng Thái Cực vây đánh Tùng Sơn, Cẩm Châu, có quân công. Tháng 6, cha ông qua đời, ông được tập tước Trấn quốc công. Tháng 10 cùng năm, Giáp Lạt Ngạch chân Bái Sơn (拜山) tố giác ông có oán hận, nên bị cách tước, phế truất tư cách Tông thất.
Tháng 11 năm Thuận Trị nguyên niên (1644), ông theo Định Quốc Đại Tướng quân Dự Thân vương Đa Đạc nam chinh, lập được chiến công. Năm thứ 2 (1645), tháng 2, do có quân công nên ông được khôi phục tư cách Tông thất, phục phong tước Phụ quốc công. Năm thứ 5 (1648), tháng 4, ông theo Trịnh Thân vương Tế Nhĩ Cáp Lãng tiến đánh Hồ Quảng. Năm thứ 6 (1649), ông xuất quân đánh thắng phản loạn ở Vĩnh Hưng và Thần Châu. Sau đó, ông tiến quân đại phá quân Minh ở Quảng Tây, bình định Toàn Châu.
Năm thứ 8 (1651), tháng 2, ông được tấn phong tước Bối lặc. Năm thứ 9 (1652), tháng 9, Thế Tổ mệnh ông cùng Trịnh vương phủ Thế tử Tế Độ, Tín Quận vương Đa Ni, An Quận vương Nhạc Lạc, Mẫn Quận vương Lặc Độ, Bối lặc Thượng Thiện, Đỗ Lan nhậm Nghị chính Vương đại thần, vào cung thảo luận chính sự. Năm thứ 12 (1655), ngày 25 tháng 3 (âm lịch), giờ Tuất, ông qua đời, thọ 41 tuổi, được truy thụy Khác Hậu Bối lặc (愨厚貝勒). Con cháu ông cũng được thừa tước, lấy tước vị Phụ quốc công thế tập võng thế.

## Gia quyến

### Thê thiếp
- Nguyên phối: Qua Nhĩ Giai thị (瓜爾佳氏), con gái của Phí Anh Đông.[7]
- Kế thất: Nạp Lan thị (納喇氏), con gái của Thư Tắc (舒塞).
- Thứ thiếp: Đổng Ngạc thị (棟鄂氏), con gái của Tề Quỳ (齊逵).

### Con trai
1. Lạt Bật (喇弼; 1631 - 1644), mẹ là Đích Phu nhân Qua Nhĩ Giai thị. Chết trẻ.
2. Khách Bích (喀璧; 1632 - 1647), mẹ là Đích Phu nhân Qua Nhĩ Giai thị. Chết trẻ.
3. Khách Mục Bật (喀穆弼; 1634 - 1649), mẹ là Đích Phu nhân Qua Nhĩ Giai thị. Chết trẻ.
4. Bàng Đạt (旁達; 1640 - 1649), mẹ là Đích Phu nhân Qua Nhĩ Giai thị. Chết yểu.
5. Đôn Đạt (敦達; 1643 - 1674), mẹ là Đích Phu nhân Qua Nhĩ Giai thị. Năm 1655 được tập tước Bối tử. Sau khi qua đời được truy thụy Khác Cung Bối tử (恪恭貝子). Cưới con gái của Nhất đẳng công Đồ Lại, con trai của Phí Anh Đông.[7] Có 6 con trai.
6. Độ Tích (度錫; 1644 - 1651), mẹ là Đích Phu nhân Qua Nhĩ Giai thị. Chết yểu.
7. Hách Tắc (赫塞; 1651 - 1705), mẹ là Thứ thiếp Đổng Ngạc thị. Có 9 con trai.
8. Chuẩn Đạt (凖達; 1653 - 1726), mẹ là Kế Phu nhân Nạp Lan thị. Năm 1667 được phong tước Bối tử. Năm 1681 bị hàng tước Trấn quốc công. Sau khi qua đời được truy phong Ôn Khác Bối tử (温恪貝子).[8] Có 32 con trai, là Tông thất có nhiều con trai nhất lịch sử nhà Thanh.